# Bhutanacridella
Bhutanacridella is een geslacht van rechtvleugeligen uit de familie veldsprinkhanen (Acrididae). De wetenschappelijke naam van dit geslacht is voor het eerst geldig gepubliceerd in 1962 door Willemse.

## Soorten
Het geslacht Bhutanacridella  is monotypisch en omvat slechts de volgende soort:
- Bhutanacridella elegans (Willemse, 1962)